# Jimmie Daniels
James Lesley Daniels (23 de novembro de 1907 – 29 de junho de 1984) foi um artista de cabaré, ator, modelo e dono de boate, parte do Renascimento do Harlem.

## Início da vida e carreira
James Lesley Daniels nasceu em Laredo, Texas, em 23 de novembro de 1907. Cresceu em Little Rock, Arkansas. Na década de 1920 mudou-se para Nova Iorque e juntou-se aos círculos do Renascimento do Harlem. Ele também frequentou o Bird's Business College, no Bronx.
Após a faculdade, ele voltou para Little Rock e trabalhou como secretário de A.E. Bush, presidente da Century Life Insurance Company. Em 1928, ele voltou à Cidade de Nova Iorque para tentar uma carreira no palco. Ele estava no elenco da peça de Katharine Cornell na Broadway, Dishonored Lady, e atuou com o Savage Rhythm em teatros locais como Chamberlain Brown Stock Company em Mount Vernon, Nova Iorque. Ele então mudou para o canto de cabaré e se apresentou na boate Hot Cha do Harlem.
Jimmie Daniels executou principalmente músicas de George Gershwin, Cole Porter e Harold Arlen. Ele passou pelos palcos de Nova Iorque, Paris, Londres e Mônaco.
Em 1933 e 1934, Daniels excursionou pela Europa e se apresentou em diversos lugares como Summer Sporting Club em Monte Carlo e Ciro's em Londres (com Reginald Foresythe). De volta aos Estados Unidos, ele foi o ator principal nos jantares de domingo à noite de Marian Cooley no Ship Grill, em Nova Iorque. Em 1935 organizou uma série de festas no Estúdio Bronze. Nessa época ele conheceu Herbert Jacoby, que o convenceu a voltar para a Europa e se apresentar no Le Reubon Blue em Paris em 1936 e 1937, e novamente em 1938.
Em 1939, ele abriu a boate Jimmie Daniels na 114 West 116th Street no Harlem, que administrou até 1942, quando se alistou. Durante a Segunda Guerra Mundial, Daniels se apresentou para as tropas.
Em 1950, Daniels tornou-se o artista principal do Bon Soir em Greenwich Village, um lugar que atraiu uma clientela mista – negros, brancos, heterossexuais, gays.
Na década de 1960, organizou uma série de festas no L'Etang Supper Club, em Lower Manhattan. Ao mesmo tempo, Jimmy Merry, proeminente proprietário de Cherry Grove, Nova Iorque, contratou Daniels para administrar o Tiffany Room, hoje Ice Palace. Ele também se apresentou no Blue Whale Bar em Fire Island Pines, Nova Iorque. Mas um acontecimento racista, uma cruz queimada em frente à casa de Daniels na ilha, o fez a abandonar esta aventura.
No final da década de 1970, Daniels se apresentou em festas e clubes como o Jan Wallman's Restaurant em Greenwich Village.

## Vida pessoal
Em 1934, Daniels conheceu Philip Johnson, já um arquiteto proeminente. Daniels foi o primeiro relacionamento sério de Johnson. O relacionamento durou um ano e Johnson lembraria mais tarde que "um homem terrível o roubou - que fez sexo melhor com ele, imagino. Mas fui travesso. Fui para a Europa e nunca pensaria em levar Jimmie junto".
Mais tarde, Daniels manteve um relacionamento com Kenneth Macpherson, cineasta que era casado com a rica herdeira inglesa Annie Winifred Ellerman, também conhecida como Bryher. Bryher contratou Richmond Barthé para fazer um busto de Daniels. Na década de 1950, Daniels dividia uma casa com o estilista Rex Madsen.
Desde 1925, Daniels era um bom amigo de Alberta Hunter e cuidou dela quando ela envelheceu.
Jimmie Daniels morreu em 29 de junho de 1984, poucos dias depois de se apresentar no Evening of the Music of Harold Arlen do Kool Jazz Festival no Carnegie Hall.

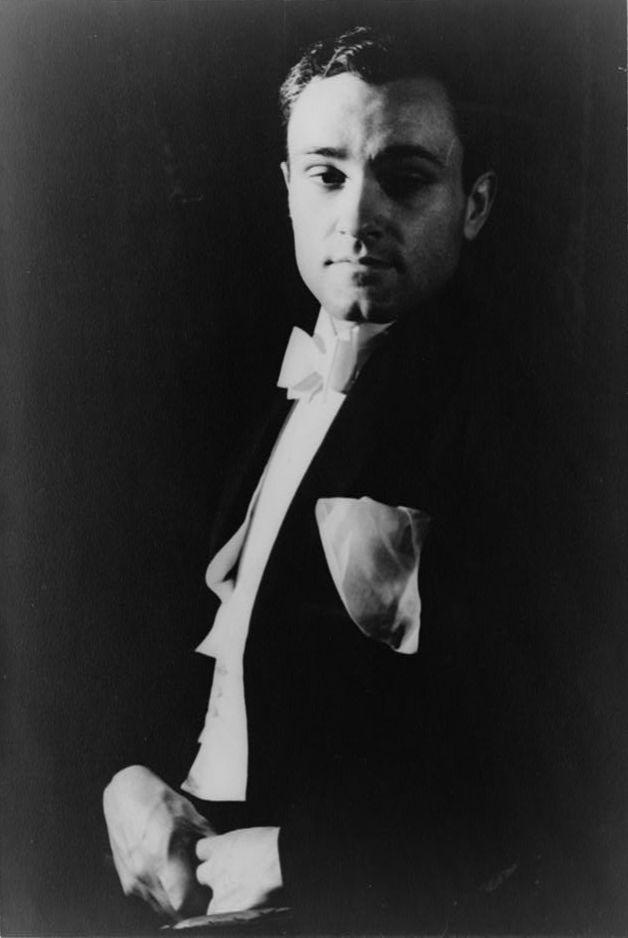
Philip Johnson por Carl Van Vechten, c.1933
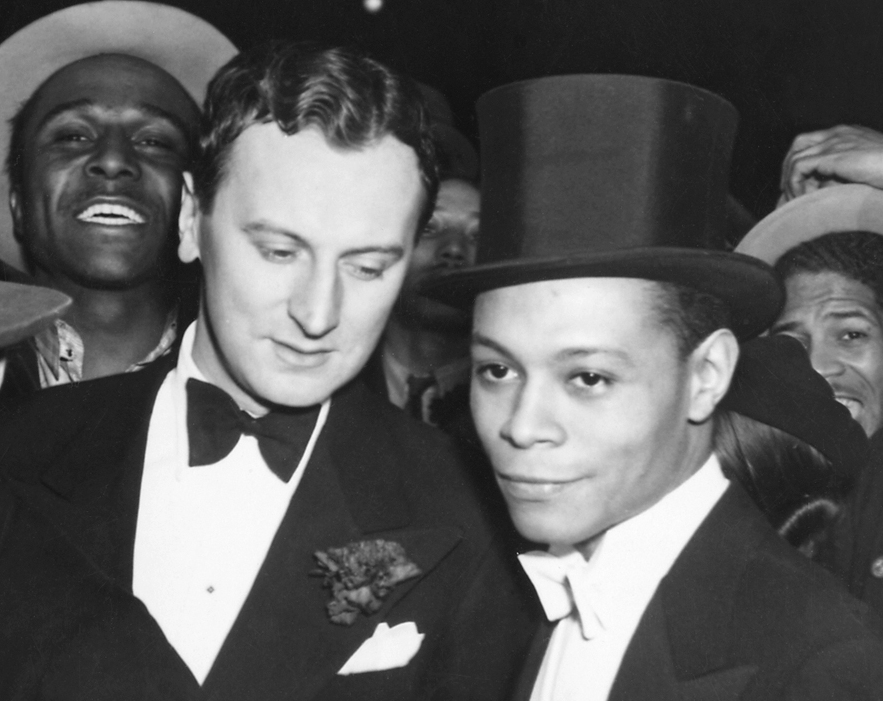
Kenneth Macpherson  (primeiro plano à esquerda) e Daniels na abertura da produção de Macbeth do Federal Theatre Project, 14 de abril de 1936
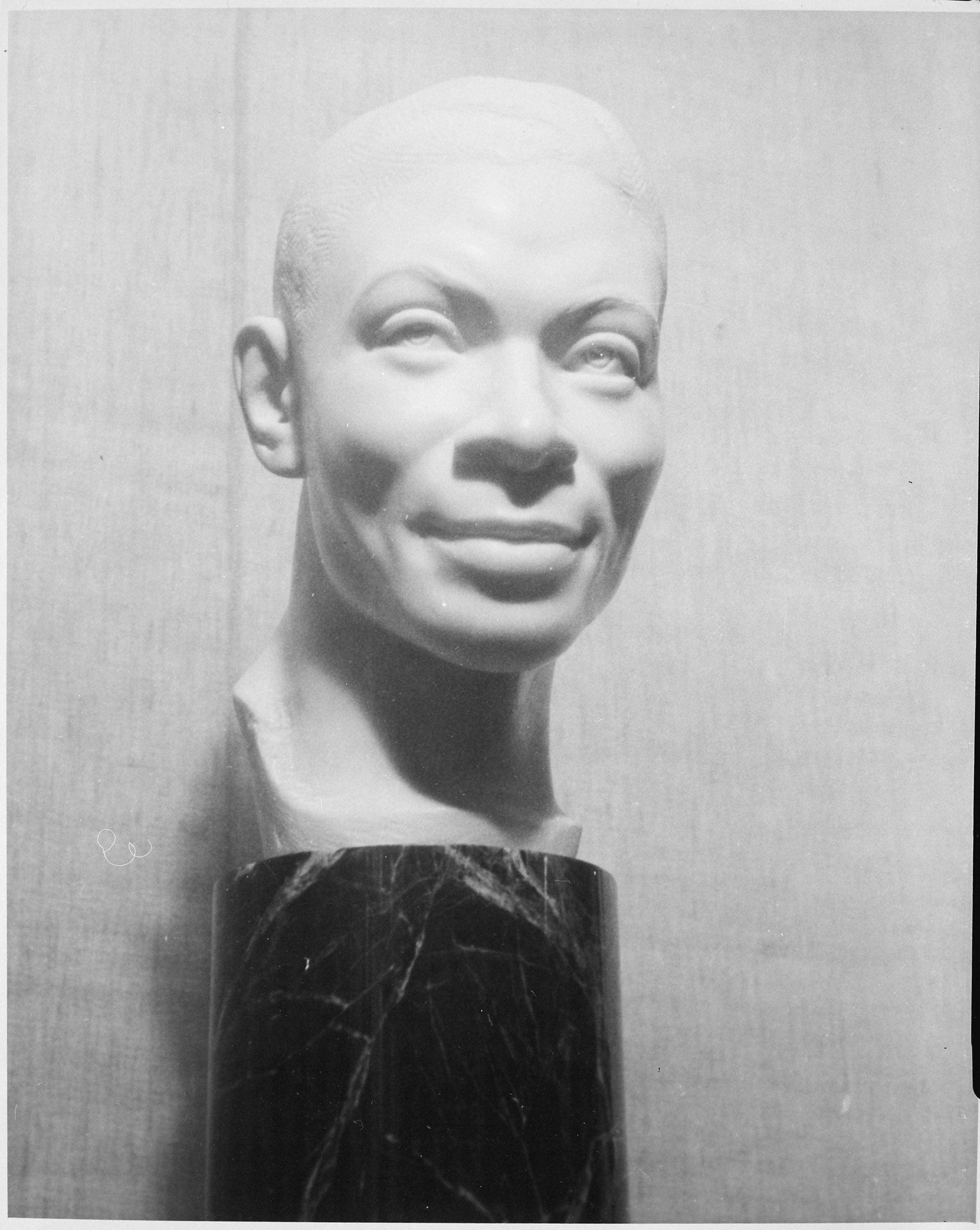
Jimmie, busto de Richmond Barthé, 1938